# مقسم الإنترنت السعودي
مقسم الإنترنت السعودي (اختصارًا SAIX) هو مشروع من وزارة الإتصالات السعودية لتوفير خدمة نقطة تبادل إنترنت.

## نظرة عامة
أعلنت وزارة الاتصالات وتقنية المعلومات السعودية عن مبادرة «مقسم الإنترنت السعودي» ليمثل نقطة تبادل للإنترنت غير ربحية، وذلك ضمن مبادراتها في برنامج التحول الوطني لتحقيق رؤية المملكة 2030، بهدف تعزيز البنية التحتية الفنية للاتصالات وتقنية المعلومات في السعودية، عبر توفير خدمات تعمل على تحسين أداء الإنترنت، وزيادة عدد مستخدميه، وتمكين المملكة من أن تصبح مركزًا رقميًا في المنطقة، إذ تعاونت وزارة الاتصالات وتقنية المعلومات مع مدينة الملك عبد العزيز للعلوم والتقنية لتصميم مقسم الإنترنت السعودي، وتنفيذه، وتشغيله.
أُكملت مرحلة تنفيذ مقسم الإنترنت السعودي بموقعه الأول في مايو من عام 2017م، وبدأ العمل مع مزودي خدمة البيانات داخل المملكة للاتصال بخدمات نقاط تبادل الإنترنت (IXP) وتمكين اعتمادها بصفتها المرحلة الأولية للمبادرة، حيث يقع موقع مقسم الإنترنت السعودي الأول في مركز البيانات التابع لـمدينة الملك عبد العزيز للعلوم والتقنية في الرياض، كما أنه من المقرر تأسيس المزيد من المواقع في أماكن أخرى داخل المملكة.

## التاريخ
بدأت مراحل التأسيس الأساسية لمقسم الإنترنت في 2017، وأعلن عن إنطلاق وإنشاء خدمة مقسم الإنترنت السعودي أواخر 2019، وأطلقت وزارة الإتصالات موقع مقسم الإنترنت السعودي (المقسم.السعودية) المطور في سبتمبر 2020 لتوفير المعلومات الفنية اللازمة على الموقع للجهات الراغبة بالإستفادة من خدمات مُقسم الإنترنت، ويقدم الموقع معلومات تفصيلية عن السعات لخطوط الإتصال المتاحة ومعلومات عن الأعضاء المرتبطين، كما يقدم مؤشرات وقياسات مُستمرة لحجم حركة البيانات في المقسم، كما أعلن في السادس من فبراير 2022 عن عقد شراكات عالمية لمراكز بيانات منطقة الغربية بالمملكة في مراكز بيانات محايدة في جامعة الملك عبدالله.

## أهمية مقسم الإنترنت
تكمن أهمية مُقسمات الإنترنت والتي تعرف أيضًا باسم نقطة تبادل الإنترنت، أنها توفر أمكانية تبادل المعلومات بين شركات الاتصالات المحلية. لتسهيل عملية الاتصال بين الشبكات للحصول على سرعة وكفاءة أفضل في تبادل البيانات وتقليل التكاليف بسبب عبور المعلومات بشكل مباشر بين الشبكات المرتبطة بمقسم الإنترنت وعدم حاجة المعلومات للعبور خلال طرف آخر.

### أهداف مقسم الإنترنت السعودي
توفير نقاط تبادل محايدة ذات معايير عالمية تساهم بتحسين أداء شبكات الإنترنت في المملكة العربية السعودية من خلال تخفيض زمن الاستجابة وتحسين توطين محتوى وحركة الإنترنت، حيث يتحقق ذلك من خلال وجود نقطة تبادل عالية السرعة والموثوقية تُمكّن عملية الربط التناظري لجميع الشبكات الوطنية والدولية.

### مزايا مقسم الإنترنت السعودي
لعضوية مقسم الإنترنت السعودي العديد من الفوائد سواء على مستوى العضو أو المنظومة تشمل:
- تجنب استخدام خطوط الربط الدولية لتبادل حركة الإنترنت بين الأعضاء المحليين.
- خفض تكاليف الربط البيني وسعات الاتصال.
- تحسين جودة التجربة لمستخدمي الإنترنت.
- تعزيز توطين محتوى وحركة الإنترنت.
- إتاحة اتصال عالي الموثوقية والمرونة.
- تقليل زمن الاستجابة (Ping).
- توفير بيئة محفزة لتطوير منظومة الإنترنت.

## الأعضاء
- إيدج أونو
- اتحاد عذيب للاتصالات
- الاتصالات السعودية (STC)
- بايشان كلاود
- بي سي اتش (PCH)
- بي سي اتش AS42 (PCH)
- خادم أسماء النطاقات الجذر F-Root
- خادم أسماء النطاقات الجذر K-Root
- زين السعودية
- سلام
- كاوبو كلاود هونج كونج
- مدينة الملك عبد العزيز للعلوم والتقنية (KACST)
- موبايلي
- ميديا نوفا

## روابط خارجية
- الموقع الرسمي
- فيديو توضيحي من وزارة الإتصالات لمبادرة مقسم الإنترنت السعودي.